# Teresa Hubbard und Alexander Birchler
Teresa Hubbard (* 20. Februar 1965 in Dublin, Irland) und Alexander Birchler (* 13. September 1962 in Baden, Schweiz), oftmals kurz Hubbard/Birchler, sind ein Künstlerpaar, das seit 1990 zusammenarbeitet. Ihr künstlerisches Werk umfasst Skulptur, Installation, Fotografie sowie Video. Sie erlangten erste internationale Aufmerksamkeit mit ihrer Teilnahme an der 48. Biennale von Venedig, kuratiert von Harald Szeemann.
Hubbard und Birchler waren Teil der amerikanischen PBS (Public Broadcasting Service) Fernsehserie "Art:21".

## Leben und Werdegang
Hubbard wurde 1965 im irischen Dublin geboren und wuchs in Australien auf. Sie studierte an der Skowhegan School of Painting and Sculpture in Maine, und an der Yale School of Art, Yale University im Sculpture MFA Programm in New Haven, Connecticut. Birchler wurde 1962 in Baden, Schweiz geboren und studierte an der Hochschule für Gestaltung und Kunst in Basel und an der Hochschule für Kunst und Design, in Helsinki, Finnland.
Hubbard und Birchler begannen ihre künstlerische Zusammenarbeit 1990 als Artists in Residence am Banff Centre for the Arts in Kanada. Hubbard und Birchler studierten beide von 1990 bis 1992 am Nova Scotia College of Art and Design in Halifax, Kanada, wo sie 1992 den Master of Fine Arts (MFA) für das gemeinsame künstlerische Werk erlangten. 2007 waren sie Fellows an der Akademie Schloss Solitude, Stuttgart gewählt von Jeff Wall.
Das Künstlerpaar lebte und arbeitete zwischen 1990 und 2000 in Kanada, in der Schweiz und in Deutschland. Seit 2001 leben sie in Austin, USA, wo Teresa Hubbard den William and Bettye Nowlin Lehrstuhl in Fotografie im Department of Art and Art History an der University of Texas at Austin innehält.
Hubbard und Birchler sind beide Fakultätsmitglieder der EGS, the European Graduate School, in Saas-Fee, Schweiz und am Bard College an der Milton Avery Graduate School of the Arts, New York.

## Werk
In ihren filmisch wie architektonisch aufwendig produzierten Videoarbeiten lotet das Künstlerduo Konflikte um Begehren und Verdrängen, Geschlechterpositionen, Erinnern und Vergessen aus. Mit ihren offenen Erzählungen ohne Anfang und Ende, die auf komplexe Weise Handlungen und Handlungsräume miteinander verbinden, heben sie die raum-zeitliche Ordnung aus den Angeln. Das Künstlerduo ist nicht an der dramatischen Zuspitzung interessiert, sondern an einer epischen Ausbreitung des Verborgenen.

## Ausstellungen
Dem Werk von Hubbard / Birchler wurden zahlreiche Einzelausstellungen gewidmet, unter anderen im Irish Museum of Modern Art, Dublin; im Museum für Gegenwartskunst (Basel), Kunstmuseum Basel; in der Pinakothek der Moderne, München; im Modern Art Museum, Fort Worth; im Whitney Museum of American Art at Altria, New York; im Württembergischen Kunstverein Stuttgart; im Centro Galego de Arte Contemporánea, Santiago de Compostela; im Museum Haus Lange und Haus Esters, Krefeld; im Huis Marseille Museum for Photography, Amsterdam; und in der Nationalgalerie Prag.
2017 vertraten Hubbard / Birchler die Schweiz an der 57. Biennale von Venedig. Sie stellten zusammen mit der amerikanischen Künstlerin Carol Bove in der Ausstellung 'Women of Venice' im Schweizer Pavillon aus. (Kurator: Philipp Kaiser).

## Sammlungen
Arbeiten von Hubbard und Birchler befinden sich in mehreren Privaten- und Öffentlichen Sammlungen unter anderen im Aargauer Kunsthaus, Aarau, Schweiz; in der Art Gallery of Western Australia Perth, Australien; in der Walter A. Bechtler Stiftung, Schweiz; im Blanton Museum of Art, University of Texas at Austin, USA; im Centro de Fotografía, Universidad de Salamanca, Spanien; im Centro Galego de Arte Contemporánea, Santiago de Compostela, Spanien; im Columbus Museum of Art, USA; in der Sammlung Daros, Zürich, Schweiz; im Hirshhorn Museum and Sculpture Garden, USA; im Huis Marseille Museum for Photography, Amsterdam, Niederlande; im International Center of Photography, New York, USA; im Israel Museum, Jerusalem, Israel; im Kunsthaus Zürich, Schweiz; in der Kunsthalle zu Kiel, Deutschland; im Kunstmuseum St. Gallen, Schweiz; in der Linda Pace Foundation, San Antonio, USA; im Museum of Fine Arts, Houston, USA; im Museum of Contemporary Art, MOCA, Los Angeles, USA; im Kunstmuseum Basel, Schweiz; im Modern Art Museum of Fort Worth, USA; im Museo de Arte Contemporáneo de Castilla y León, Spanien; im Museum Sammlung Goetz, München, Deutschland; im Neues Museum Nürnberg, Deutschland; the Norton Museum of Art, West Palm Beach, USA; im Städel Museum, Frankfurt, Deutschland; in der Staatsgalerie Stuttgart, Deutschland; in der Pinakothek der Moderne, München, Deutschland; in der Schweizerischen Bundeskunstsammlung, Bern, Schweiz; in der Thyssen-Bornemisza Contemporary Art Foundation, Wien, Österreich; im Ulrich Museum of Art, Wichita, Kansas, USA; in der Sammlung der Universität St. Gallen, HSG, Schweiz; und im Yokohama Museum of Art, Japan.

## Auszeichnungen
- 1996: Manor Kunstpreis, Basel
- 1997: Eidgenössischer Preis für freie Kunst
- 1999: Eidgenössischer Preis für freie Kunst

## Publikationen
- Ellegood, Anne, Inka Graeve Ingelmann, Jeffrey Kastner et al. Sound Speed Marker. Ausstellungskat. Ballroom Marfa. New York: Distributed Art Publishers, 2015. (ISBN 978-1-9389-2282-4)
- Schuppli, Madeleine, Andrea Karnes, Iris Dressler, Sara Arrhenius. No Room to Answer: Erweiterte Ausgabe. Ausstellungskat. Aarau: Aargauer Kunsthaus, 2009. (ISBN 978-3-905004-33-5)
- Kaiser, Philipp, Dominic Molon, Maya Naef. House with Pool. Ausstellungskat., Museum für Gegenwartskunst, Basel. Basel: Christoph Merian, 2004. (ISBN 3856162135)
- Hentschel, Martin, Philipp Kaiser, Konrad Bitterli. Wild Walls. Ausstellungskat. Bielefeld: Kerber, 2001. (ISBN 3-933040-75-2)
- Doswald, Christoph, Theodora Vischer. Slow Place. Ausstellungskat. Basel: Museum für Gegenwartskunst, 1997. (ISBN 3-7204-0102-2)